# Augusto Heleno

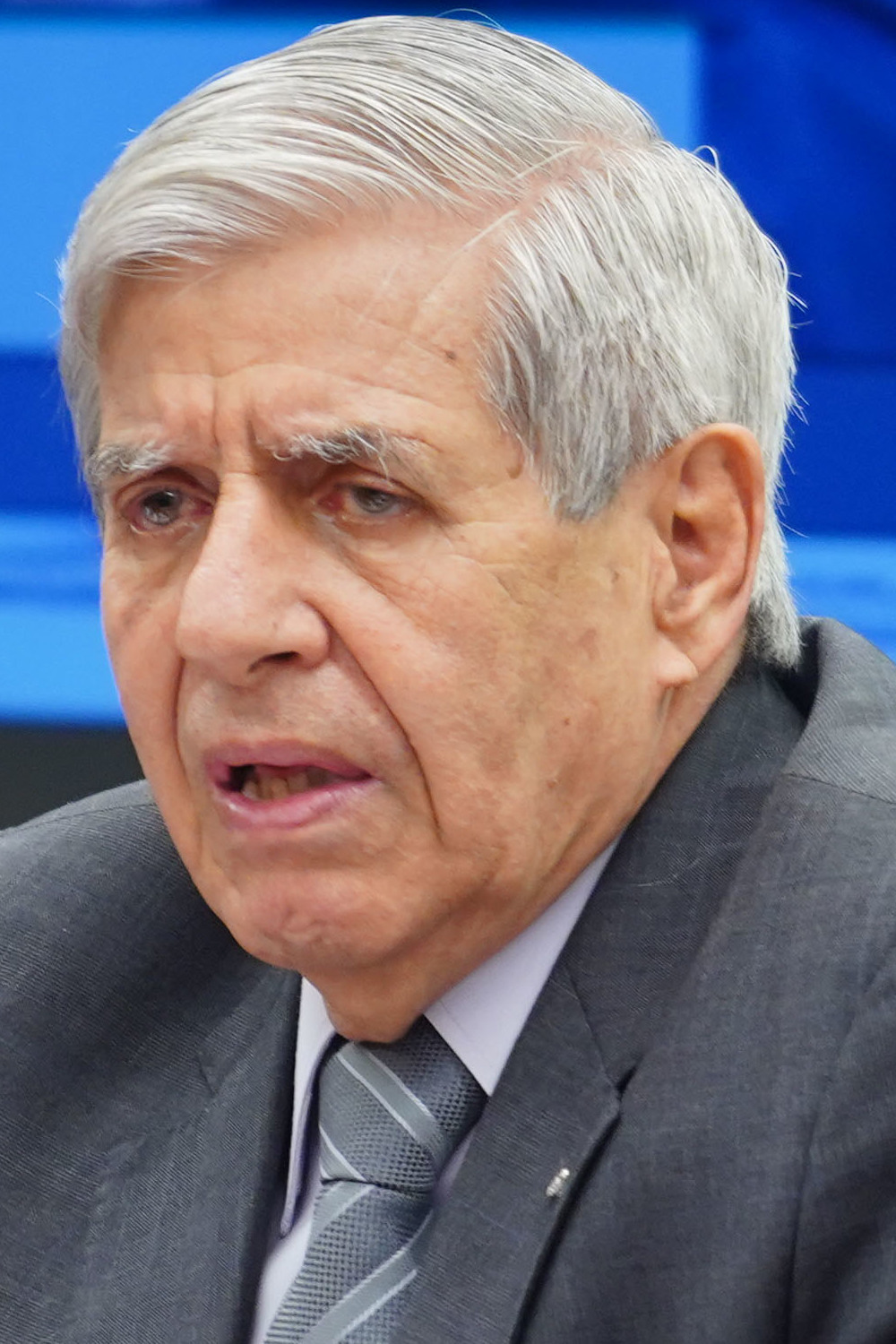
Augusto Heleno Ribeiro Pereira (2019)

Augusto Heleno Ribeiro Pereira (* 29. Oktober 1947 in Curitiba) ist ein brasilianischer Politiker und ehemaliger General. Vom 1. Januar 2019 bis zum 31. Dezember 2022 war er unter Präsident Jair Bolsonaro der Leiter des Kabinetts für Institutionale Sicherheit im Kabinett Bolsonaro.

## Werdegang
1969 schloss er die Academia Militar das Agulhas Negras ab und gehörte der brasilianischen Armee bis 2011 an, wo er unter anderem Militärkommandeur für Amazonien war. Zwischen August 2004 und August 2005 war Heleno Kommandeur der Stabilisierungsmission der Vereinten Nationen in Haiti.
Es wurde darüber spekuliert, dass Heleno als Bolsonaros Vizepräsidentschaftskandidat zur Wahl antreten könnte. Kurz nach der Wahl Bolsonaros zum Staatspräsidenten war Heleno erneut Gegenstand von Spekulationen, dass er neuer Verteidigungsminister werden könnte. Dieses Amt ging letztendlich an Fernando Azevedo e Silva, während Heleno zum Leiter des Kabinetts für Institutionale Sicherheit ernannt wurde, amtlich Gabinete de Segurança Institucional da Presidência da República (GSI), dem auch die Geheimdienste wie die Agência Brasileira de Inteligência (Abin) unterstehen.

## Kontroversen
Heleno äußerte sich nach 45 Jahren Militärdienst positiv über den Staatsstreich des Militärs, der im Jahr 1964 Präsident João Goulart zu Fall brachte. Ihm zufolge verhinderte die brasilianische Militärdiktatur, dass das Land ein ‚großes Kuba‘ wurde, und, dass die Amnestie ‚einen Terroristen zur Präsidentschaft der Republik führte‘.
Während des Einsatzes in Haiti unter seinem Kommando kam es am 6. Juli 2005 zu dem von Menschenrechtsgruppen als Massaker bezeichneten Vorfall im Elendsviertel Cité Soleil in Port-au-Prince, bei dem 22.000 Schuss Munition innerhalb der Zivilbevölkerung abgefeuert worden waren.
2013 wurde er wegen Korruption zu einer Geldstrafe von R$ 4000 verurteilt, etwa 1000 Euro. Er hatte an zwei militärnahe Institutionen und Freunden der Familie Aufträge in Höhe von R$ 22 Millionen ohne die hierfür vorgesehene öffentliche Ausschreibung vergeben.
Er war Mitglied der Partei Partido Republicano Progressista (PRP), die sich auflöste und der rechtsextremen und christlich-fundamentalistischen Partei Patriota anschloss.
Augusto Heleno war am 18. März 2020 positiv auf COVID-19 getestet worden, konnte jedoch nach sieben Tagen häuslicher Isolation zurückkehren.